# Chrást u Plzně
Chrást u Plzně – stacja kolejowa w Chráscie, w kraju pilzneńskim, w Czechach. Znajduje się na magistrali kolejowej Praga - Pilzno. Położona jest na wysokości 350 m n.p.m.
Na stacji istnieje możliwość zakupu biletów na wszystkiego rodzaju pociągi oraz rezerwacji miejsc. 

## Linie kolejowe
- 170 Praha - Beroun - Plzeň - Cheb
- 176 Chrást u Plzně - Radnice